# 1248

## Починали
- Субетей, монголски военачалник
- 1 февруари – Хайнрих II, херцог на Брабант (р. 1207 г.)